# René Allio
Ne doit pas être confondu avec René Vautier ou René Fallet.
René Allio, né le 8 mars 1924 à Marseille et mort le 27 mars 1995 dans le 13e arrondissement de Paris, est un réalisateur, scénariste, décorateur et scénographe français.

## Biographie
René Allio commence sa carrière comme décorateur au théâtre après la fin de ses études littéraires.
Au milieu des années 1950, il réalise sa première scénographie pour le Théâtre de la Cité de Villeurbanne et poursuit pour la Comédie-Française, l'Opéra de Paris, le Théâtre national populaire et les Tréteaux de France dont il conçoit le premier plateau pour Jean Danet. Il réalise également la scénographie de la Grande galerie de l'Évolution à Paris.
Il intervient également sur les scènes théâtrales européennes comme la Scala de Milan et la Royal Shakespeare Company de Londres. Il contribue aussi à la conception de nouveaux théâtres comme ceux de La Commune d'Aubervilliers, de la Maison de la Culture de Lyon, du théâtre d'Hammamet en Tunisie et du Théâtre de la Ville de Paris.
Il réalise son premier film en 1962, le court métrage La Meule, avant d’obtenir un grand succès en 1965 avec son premier long métrage, La Vieille Dame indigne, qui lui permet de renouer avec ses racines marseillaises. Ce film, plusieurs fois primé, lui permet d’enchaîner rapidement avec L'Une et l'Autre (1967) et des films notables comme Les Camisards (1972), Rude journée pour la reine (1973), Retour à Marseille (1980), avant d’achever sa carrière cinématographique en 1991 avec Transit et sa participation au collectif Contre l’oubli.
Il fut successivement l’époux de l’actrice Malka Ribowska et de Christine Laurent.

## Filmographie

### Réalisation et scénario
- 1962 : La Meule, court métrage, avec Jean Bouise, Henri Serre, Malka Ribowska
- 1965 : La Vieille Dame indigne avec Sylvie, Malka Ribowska
- 1967 : L'Une et l'Autre avec Philippe Noiret, Claude Dauphin, Malka Ribowska
- 1969 : Pierre et Paul avec Bulle Ogier, Pierre Mondy
- 1972 : Les Camisards avec Dominique Labourier, François Marthouret
- 1973 : Rude Journée pour la reine avec Simone Signoret, Orane Demazis
- 1976 : Moi, Pierre Rivière, ayant égorgé ma mère, ma sœur et mon frère... avec Claude Hébert, Jacqueline Millière
- 1980 : Retour à Marseille avec Raf Vallone, Andréa Ferréol
- 1981 : L'Heure exquise, moyen métrage, avec René Allio, Cyril Collard
- 1984 : Le Matelot 512 avec Dominique Sanda, Bruno Cremer
- 1988 : Un médecin des lumières, télésuite avec Emmanuelle Grange, Vincent Gauthier
- 1991 : Transit avec Rüdiger Vogler, Malka Ribowska
- 1991 : Contre l'oubli, film collectif, épisode Pour Vythialingam Skandarajah (Royaume-Uni)
- 1993 : Marseille ou la vieille ville indigne[3]

### Assistant réalisateur
- 1967 : Ballade pour un chien de Gérard Vergez

### Acteur
- 1968 : Le Tribunal de l'impossible : Les Rencontres du Trianon ou La dernière rose de Roger Kahane
- 1981 : Cinématon #139 de Gérard Courant

## Théâtre
Décorateur
- 1953 : Victimes du devoir d'Eugène Ionesco, mise en scène Jacques Mauclair, Théâtre du Quartier Latin
- 1957 : Le Repoussoir de Rafaël Alberti, mise en scène André Reybaz, Théâtre de l'Alliance française
- 1957 : Paolo Paoli d'Arthur Adamov, mise en scène Roger Planchon, Théâtre de la Comédie Lyon
- 1964 : Le Tartuffe, mise en scène de Roger Planchon, Odéon-Théâtre de France[4]
- 1965 : Ce soir, on improvise de Luigi Pirandello, mise en scène André Barsacq, Théâtre de l'Atelier.
- 1969 : Timon d'Athènes de William Shakespeare, mise en scène Marco Bellocchio, Piccolo Teatro
- 1987 : Entre passions et prairie de Denise Bonal, mise en scène Guy Rétoré, Théâtre de l'Est parisien

## Musée
- 1991-1994 : Grande galerie de l'Évolution du Muséum National d'Histoire Naturelle de Paris avec Paul Chemetov, Borja Huidobro, Ponthus Hulten et Roberto Benavente.

## Distinctions

### Récompense
- Prix du syndicat de la critique 1964 : meilleur créateur d'élément scénique pour Tartuffe

### Décorations
- Commandeur de l'ordre des Arts et des Lettres Il est fait commandeur lors de la promotion du 24 novembre 1994[5].